# Calopteryx (Calopterygidae)
Calopteryx là một chi chuồn chuồn thuộc họ Calopterygidae

## Loài
Chú thích:
- Calopteryx aequabilis Say, 1839 – River Jewelwing[3]
- Calopteryx amata Hagen, 1889 – Superb Jewelwing[3]
- Calopteryx angustipennis (Hagen in Selys, 1853) – Appalachian Jewelwing[3]
- Calopteryx balcanica Fudakowsky, 1930
- Calopteryx coomani (Fraser, 1935)
- Calopteryx cornelia Selys, 1853
- Calopteryx dimidiata (Burmeister, 1839) – Sparkling Jewelwing[3]
- Calopteryx exul Selys, 1853 – Glittering Demoiselle[4]
- Calopteryx haemorrhoidalis (van der Linden, 1825) – Copper Demoiselle[5]
- Calopteryx hyalina Martin, 1909 – Clear-winged Demoiselle[4]
- Calopteryx intermedia Selys, 1887
- Calopteryx japonica Selys, 1869
- Calopteryx laosica Fraser, 1933
- Calopteryx maculata (Palisot de Beauvois, 1805) – Ebony Jewelwing[3]
- Calopteryx melli Ris, 1912
- Calopteryx mingrelica Selys, 1869
- Calopteryx oberthuri McLachlan, 1894
- Calopteryx orientalis Selys, 1887
- Calopteryx samarcandica Bartenev, 1912
- Calopteryx splendens (Harris, 1780) – Banded Demoiselle,[6] Banded Agrion[7]
- Calopteryx syriaca (Rambur, 1842) – Syrian Demoiselle[4]
- Calopteryx taurica Selys, 1853
- Calopteryx transcaspica Bartenev, 1912
- Calopteryx virgo (Linnaeus, 1758) – Beautiful Demoiselle[6]
- Calopteryx waterstoni Schneider, 1984
- Calopteryx xanthostoma (Charpentier, 1825) – Western Demoiselle[5]

## Hình ảnh

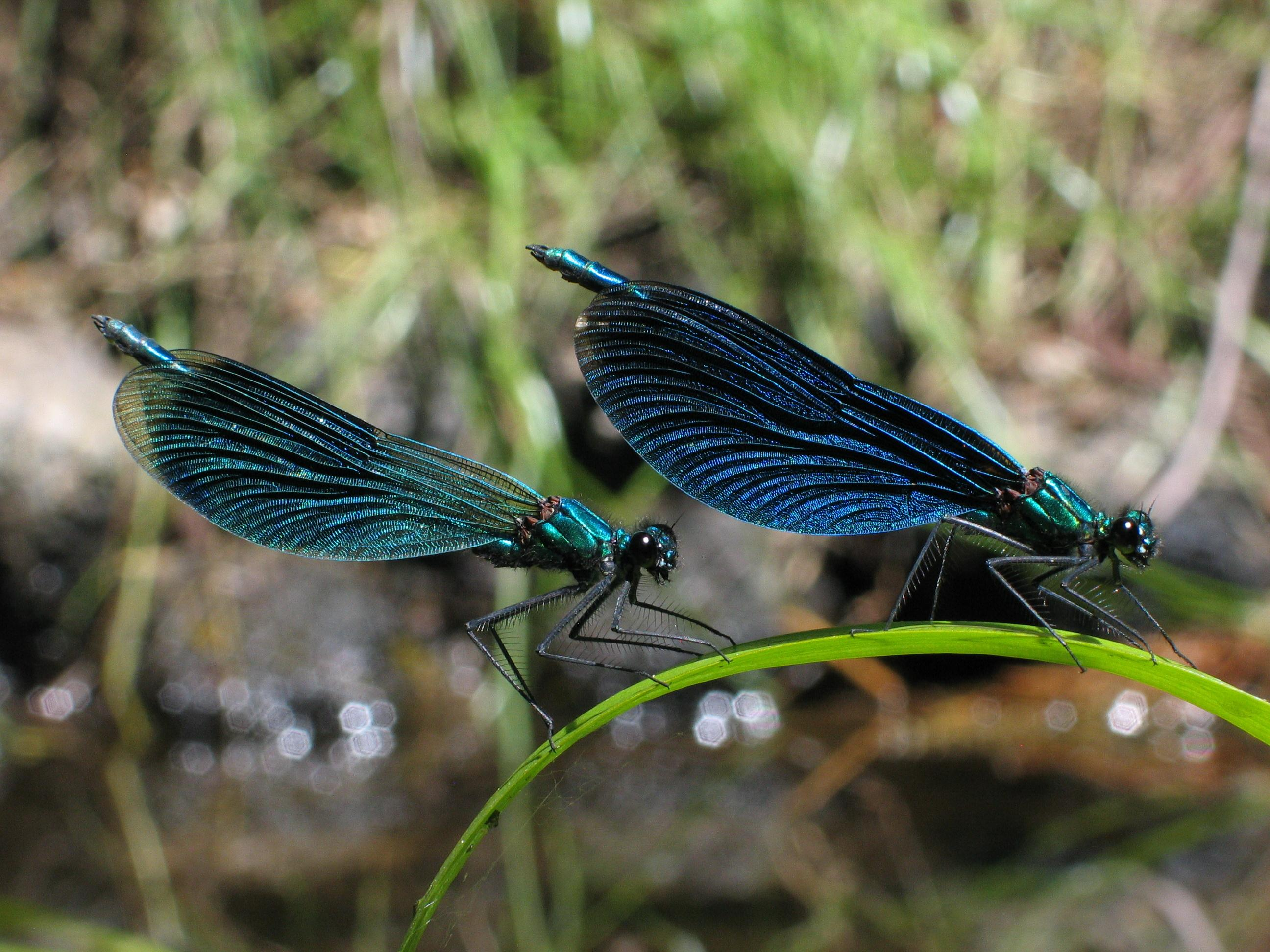
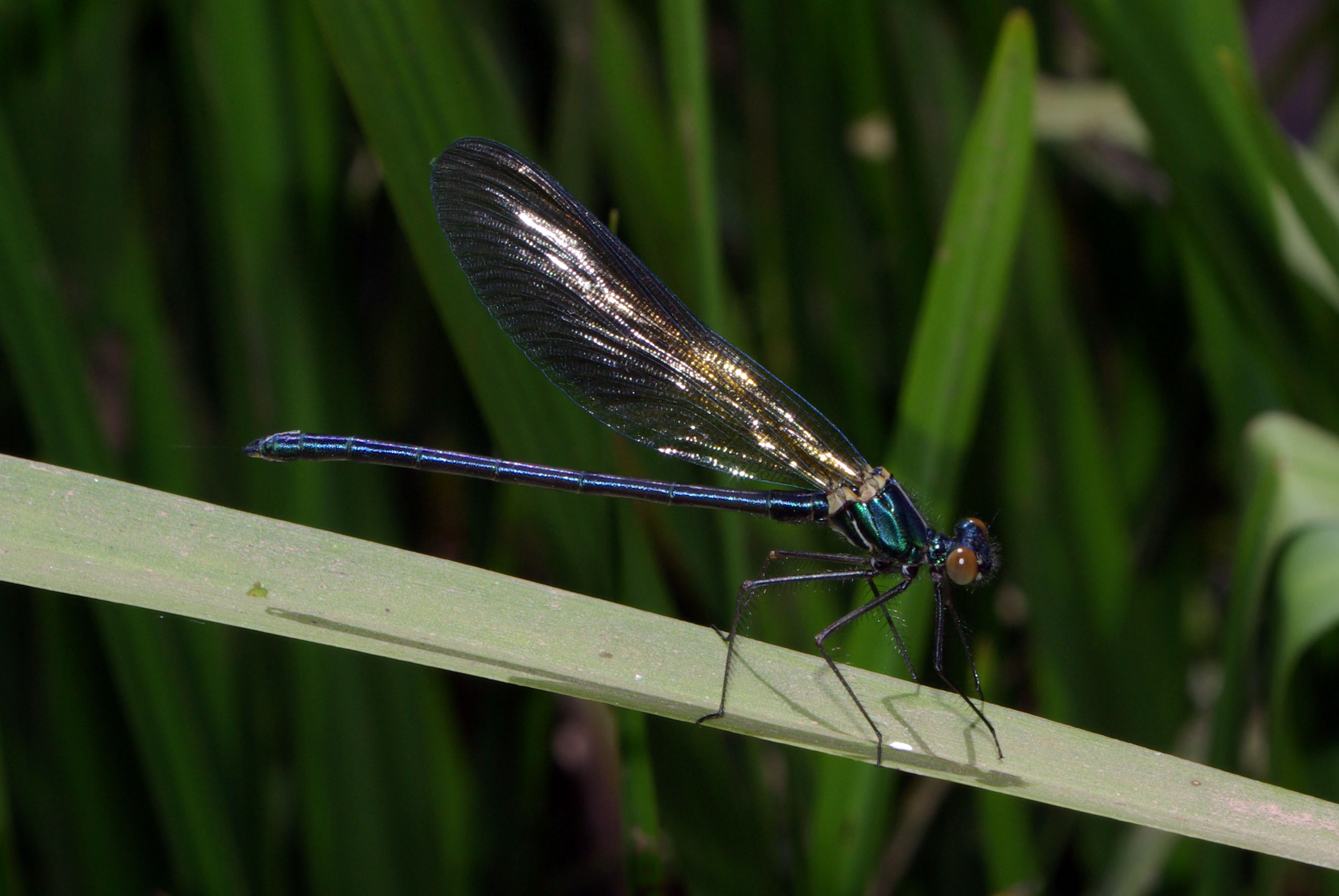
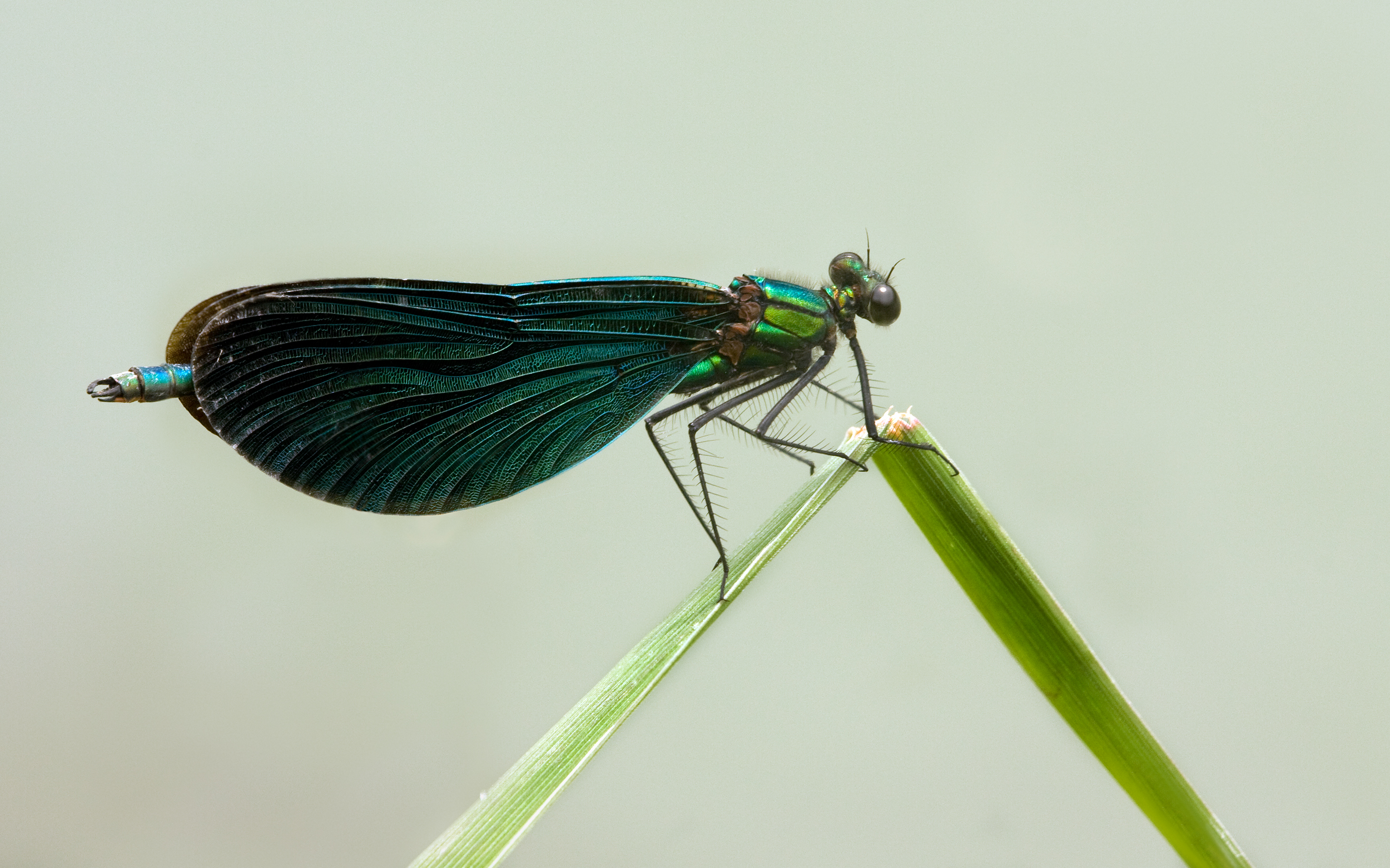
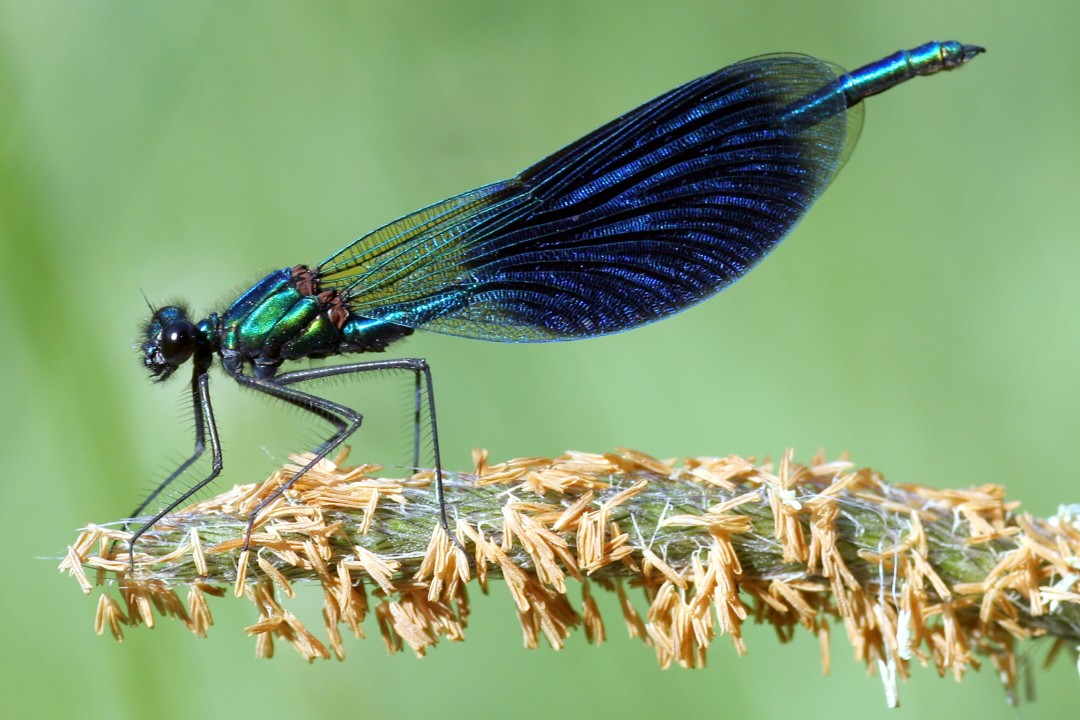